# Das Traumschiff: Uruguay
Das Traumschiff: Uruguay ist ein deutscher Fernsehfilm unter der Regie von Stefan Bartmann, der am 26. Dezember 2017 im ZDF seine Erstausstrahlung hatte. Es ist die 79. Folge der Fernsehreihe Das Traumschiff.

## Handlung
- Robert und Ariane Hambach: Wegen Ehestreitigkeiten waren beide beim Ehe-Therapeuten, der ihnen zu dieser Kreuzfahrt geraten hat. Ein Ziel ist die Suche nach Gemeinsamkeiten. Trotzdem kommt es immer wieder zu Streit. Robert schläft beim Klangschalen-Yoga ein und gemeinsames Standardtanzen funktioniert nicht wie gewünscht. Beim öffentlichen Tangotanzen in Montevideo tanzt Robert in Harmonie mit einer anderen, ihm völlig unbekannten Partnerin. Ariane ihrerseits tanzt im Hotel harmonisch mit einem fremden Hotelgast auf der Tanzfläche. Ariane macht den entscheidenden (Tango-)Schritt auf Robert zu. „Wem der Tango nicht das Herz bricht, der hat keins.“

- Joachim Wicker und Thomas Voss sind Lehrer an der gleichen Schule und lange Jahre befreundet. Sie wissen beide nicht, dass der andere an Bord ist. Die Stelle zum Schulleiter war frei und beide hatten sich darauf beworben, aber jeder eine Absage bekommen. Als die beiden von der Bewerbung des anderen erfahren, hat es negative Auswirkungen auf ihre Freundschaft. Konkurrenzkampf und Streit bestimmen die Freundschaft der beiden. Eine Partie Shuffleboard soll darüber entscheiden, wer das Schiff verlassen soll.

- Lale Hansen wurde nach 25 Jahren von ihrem Mann wegen einer Jüngeren verlassen und gerät zwischen die beiden Streithähne Joachim und Thomas. Doktor Sander ist genervt von dem Verhalten und er bittet Lale, Streitschlichter zu sein. In Uruguay, bei einem Landausflug mit den beiden, landet Lale im Zelt eines sexy Gauchos.

- Caroline Helmer wird bald sterben. Sie ist eine Jugendliebe von Kapitän Victor Burger und auf dem Weg zu ihrer Tochter Nadine in Uruguay, mit der sie zerstritten ist. Letztendlich gelingt es dem Kapitän, Mutter und Tochter zu versöhnen. Erst am nächsten Tag sagt Caroline dem Kapitän, dass sie sterben und die letzten Tage bei ihrer Tochter in Uruguay bleiben wird.

- Beatrice hat sich in Italien für viel Geld ein Haus gekauft. Versehentlich sieht Schifferle nur ein Foto vom Schweinestall und denkt zusammen mit Sander, dass sie mit dem Hauskauf betrogen wird. Sie organisieren einige Schiffshandwerker und wollen die „Casa sul Vento“ wieder aufbauen. Das Haus ist aber nicht reparaturbedürftig.

## Hintergrund
Das Traumschiff: Uruguay wurde vom 1. Februar 2017 bis zum 10. März 2017 in Uruguay gedreht. Produziert wurde der Film von der Polyphon Film- und Fernsehgesellschaft.

## Rezeption

### Einschaltquoten
Bei der Erstausstrahlung am 26. Dezember 2017 wurde Das Traumschiff in Deutschland von 5,44 Millionen Zuschauern gesehen, was für das ZDF einen Marktanteil von 16,1 Prozent einbrachte.